# Willeke Smits
Willeke den Hertog-Smits ('s-Hertogenbosch, 5 september 1975) is een Nederlandse organiste.

## Levensloop

### Studie
Smits studeerde orgel bij Kees van Houten en Reitze Smits (geen familie), kerkmuziek bij Bernard Winsemius en koordirectie bij Krijn Koetsveld aan het Utrechts Conservatorium. Daarna deed ze diverse vervolgstudies: koordirectie bij Joop Schets en piano bij Geoffrey Madge.

### Loopbaan
Willeke is sinds augustus 2018 organist van de Hooglandse Kerk in Leiden en begeleidt de kerkdiensten van de Leidse Binnenstadsgemeente. Ze is de vaste bespeler van het monumentale De Swart-Van Hagerbeer-orgel, het romantische Willis-orgel en het 19e-eeuwse kabinetorgel.
Daarvoor was Willeke 17,5 jaar organist van de Tuindorpkerk in Utrecht en bespeelde daarbij het vroeg 18e-eeuwse Ruprecht-orgel. De laatste paar jaar gaf ze leiding aan de Tuindorpcantorij en coördineerde de veelkleurige kerkmuzikale praktijk voor en door mensen van alle leeftijden. Van 2005 tot 2014 was ze ook cantor-organist van De Rank in Nieuwegein.
Willeke Smits heeft cd's gemaakt met werken van J.S. Bach, Hendrik Andriessen, Johann Gottfried Walther en Happiness van Ad Wammes, een cd waar je blij van wordt. In 2022 verscheen ‘Sweelinck to Bach’, gespeeld op het De Swart Van Hagerbeer-orgel ca. 1565/1637 van de Hooglandse Kerk in Leiden.

### Psalmen Anders
In 2022 verschijnt de bundel 'Psalmen anders', een supplement bij het 'Liedboek 2013 Zingen en bidden in huis en kerk'. Willeke werkte hieraan mee als redactielid en componist.

## Discografie
- Happiness
- Johann Gottfried Walther
- Hendrik Andriessen
- Sweelinck to Bach